# Iwanowka (Mordwinien, Temnikowski)
Iwanowka (russisch Ивановка) ist eine Derewnja (Dorf) in der russischen Republik Mordwinien. Der Ort gehört zur Landgemeinde Babajewskoje selskoje posselenije im Temnikowski rajon. Der Ort wird überwiegend von Mordwinen bewohnt.

## Geographie
Iwanowka liegt an dem kleinen Fluss Bolschoi Aksel, der dort zu einem See aufgestaut ist, 13 Kilometer südöstlich vom Rajonzentrum Temnikowo. Der Gemeindesitz Babejewo befindet sich acht Kilometer nordwestlich. Die nähesten Bahnstationen sind das 45 Kilometer (Luftlinie) nördlich gelegene Sarow, von wo aus man über Bereschtschino direkt zum Moskau Kasaner Bahnhof gelangen kann, sowie das 53 Kilometer (Luftlinie) südlich gelegene Torbejewo an der Strecke von Rjasan nach Samara.

## Geschichte
Im Jahr 1926 wurden in dem Ort 36 Haushalte mit 222 Personen gezählt, davon 100 männlich und 122 weiblich. Von den männlichen Ortsbewohnern galten 34 als schriftkundig, von den Ortsbewohnerinnen waren es zwei.

### Bevölkerungsentwicklung
| Jahr | Einwohner |
| ---- | --------- |
| 1926 | 222       |
| 2002 | 43        |
| 2010 | 39        |

Anmerkung: Volkszählungsdaten